# کرما (لومباردی)
کرما (به ایتالیایی: Crema, Lombardy) یک کومونه در ایتالیا است که در استان کریمونا واقع شده‌است.

## خصوصیات
کرما ۳۴ کیلومترمربع مساحت و ۳۴٬۱۴۴ نفر جمعیت دارد و ۷۹ متر بالاتر از سطح دریا واقع شده‌است.

## خواهرخوانده
شهر مولن خواهرخواندهٔ کرما (لومباردی) هست.